# Ett rån för mycket
Ett rån för mycket (franska: Les Fugitifs) är en fransk komedifilm från 1986 i regi av Francis Veber och i huvudrollen Pierre Richard och Gérard Depardieu.

## Rollista
- Pierre Richard ... François Pignon
- Gérard Depardieu ... Jean Lucas
- Anaïs Bret ... Jeanne Pignon
- Jean Carmet ... Dr. Martin, pensionerad veterinär
- Maurice Barrier ... Commissaire Duroc
- Jean Benguigui ... Labib
- Roland Blanche ... handgången till Labib
- Philippe Lelièvre ... assistent till Duroc
- Yveline Ailhaud ... polis
- Didier Pain ... polis med hund
- Arno Klarsfeld ... journalist som intervjuar Lucas
- Michel Blanc ... Dr. Gilbert (okrediterad)
- Eric Averlant ... bartender
- Stéphane Boucher ... polis i van
- Patrick Massieu ... polis i station
- Christian Sinniger ... polis i station

## Om filmen
- Filmen spelades in i Bordeaux, Gironde och i Meaux, Seine-et-Marne.
- Det är den fjärde filmen regisserad av Francis Veber och hans sista med Pierre Richard.
- Det är också den tredje och sista filmen av Francis Veber där Pierre Richard och Gérard Depardieu spelade tillsammans, efter La Chèvre och Les Compères.

## Priser
Filmen vann två priser på det 12. Césarpriset :
- Césarpris för Bästa Mans Biroll för Jean Carmet
- Césarpris för Bästa Originalmanus för Francis Veber

## Box office
- Sovjetunion : 22,900,000 biljetter[1]
- Frankrike : 4,496,827 biljetter[1][2]
- Tyskland : 116,838 biljetter[3]